# John Grenfell Maxwell
Sir John Grafnell Maxwell (Liverpool, 11 luglio 1859 – Newlands, 21 febbraio 1929) è stato un generale britannico.

## Biografia
Maxwell nacque l'11 luglio 1859 a Liverpool da una famiglia scozzese di fede protestante. Egli frequentò la scuola a Cheltenham e proseguì gli studi alla Royal Military Academy Sandhurst.
Maxwell iniziò la sua carriera militare nel 1879 dopo il suo diploma a Sandhurst. Egli prestò servizio nella Battaglia di Omdurman conducendo la 2ª brigata. Personalmente si pose alla testa dei suoi uomini per marciare nel palazzo del locale califfo. Nel 1897 venne nominato Governatore della Nubia e nel 1898 ottenne il governatorato di Omdurman. Successivamente prese parte alla Guerra boera dove ottenne il comando della 14ª brigata nella marcia di lord Roberts verso Pretoria. Venne quindi nominato Governatore Militare di Pretoria e del Western Transvaal nel 1900 e ricevette per il valido servizio prestato la croce di Cavaliere Commendatore dell'Ordine del Bagno e di Compagno dell'Ordine dei Santi Michele e Giorgio.
Durante la prima guerra mondiale fu presente sul Fronte occidentale sino a quando non ottenne il comando dell'Egyptian Expeditionary Force, che riuscì a difendere il Canale di Suez dagli attacchi ottomani.

### La Rivolta di Pasqua
Il servizio militare per cui John Maxwell è maggiormente conosciuto è il suo ruolo chiave nella controversa azione della Rivolta di Pasqua del 1916 in Irlanda. Dopo lo scoppio degli scontri il 24 aprile 1916, venne dichiarata la legge marziale in tutta la città e nella contea di Dublino per ordine del Lord Luogotenente Lord Wimborne, per permettere ai tribunali di snidare e sopprimere i rivoltosi che si opponevano al Defence of the Realm Act (DORA), passato l'8 agosto 1914.
Maxwell giunse in Irlanda venerdì 28 aprile come governatore militare con pieni poteri sotto la legge marziale. Durante la settimana dal 2 al 9 maggio 1916, Maxwell fu il solo incaricato di giudicare i casi riscontrati di ribellione come "supremo generale della corte marziale". Fece arrestare 3.400 persone, di cui 183 civili, e 90 di questi vennero messi a morte. 15 altre persone morirono tra il 3 ed il 12 maggio per fucilazione.
Il primo ministro Herbert Asquith ed il governo intero erano terribilmente allarmati dalla velocità e dalla segretezza di questi eventi e ritennero necessario intervenire per prevenire ulteriori esecuzioni. In particolare grande imbarazzo stava creando il fallimento dell'applicazione del DORA e dalla mancanza nei processi di Maxwell di un giudice e di un avvocato come per giustizia. Maxwell ammise in un rapporto ad Asquith nel giugno di quell'anno che l'impressione che i capi della rivolta fossero stati uccisi a sangue freddo senza un giusto processo era risultata tale perché fomentata dai ribelli e dalla confusione nell'applicare sia il DORA sia la legge marziale (che tra loro si contraddicevano). Anche se Asquith promise in ben due occasioni di pubblicare i procedimenti per l'applicazione della legge marziale, essi vennero soppressi solo negli anni '90 del Novecento.
Nel 1916 Maxwell ottenne la nomina a General Officer Commanding-in-Chief per il Northern Command a York. Nel giugno del 1919 venne promosso generale e si ritirò dalla vita militare nel 1922 per poi morire nel 1929.